# Killadelphia
| Recensione | Giudizio |
| ---------- | -------- |
| AllMusic   |          |

Killadelphia è un album live della band statunitense Lamb of God, tratto dal concerto di Philadelphia dell'ottobre 2004. L'album è stato pubblicato dalla Epic Records nel 2005.
Esistono due versioni differenti dell'album, una in formato DVD e l'altra in CD; quest'ultima contiene esclusivamente pezzi musicali live, mentre nel DVD, tra una canzone e l'altra, sono inseriti numerosi filmati di vita quotidiana, esperienze on the road, interviste dei musicisti, impressioni sui paesi visitati durante il tour e altre scene interessanti che hanno reso Killadelphia uno dei DVD più ricordati e venduti dei Lamb of God.

## Tracce
1. Intro – 2:03
2. Laid to Rest – 3:50
3. Hourglass – 3:48
4. As the Palaces Burn – 3:28
5. Now You've Got Something to Die For – 3:39
6. 11th Hour – 3:46
7. Terror and Hubris in the House of Frank Pollard – 6:33
8. Ruin – 3:57
9. Omerta – 4:48
10. Pariah – 5:14
11. The Faded Line – 4:41
12. Bloodletting – 2:17
13. The Subtle Arts of Murder and Persuasion – 4:39
14. Vigil – 5:01
15. What I've Become – 4:23
16. Black Label – 4:57